# Người Việt tại Na Uy
Người Việt ở Na Uy gồm những người cư trú hoặc là công dân xứ Na Uy có cha mẹ là người Việt. Chủ yếu bài này nói tới những người mà có cả cha lẫn mẹ sinh ở Việt Nam. Bởi vậy, những thống
kê trích dẫn không kể đến những người gốc Việt mà chỉ có một hoặc cả cha lẫn mẹ không sinh ra tại Việt Nam.

## Lịch sử
Những làn sống đầu tiên của người Việt định cư tại Na Uy bắt đầu sau khi Sài Gòn thất thủ vào năm 1975. Họ trốn khỏi Việt Nam bằng thuyền, nên cũng được biết tới như là thuyền nhân. Một số được vớt bởi các tàu chuyên chở hàng hóa của Na Uy và đã tới Na Uy sau khi ở vài tháng tại các trại tị nạn ở Đông Nam Á, hoặc Đông Á. Phần lớn các thuyền nhân tới vào khoảng từ năm 1978 cho tới 1985. Những người tới sau đó phần lớn thuộc diện đoàn tụ gia đình hoặc vì các lý do kinh tế.

## Dân số
Tính tới 1 tây tháng giêng 2020, Cơ quan thống kê trung ương Na Uy (Statistisk Sentralbyrå) tường thuật là có khoảng 23,871 người Việt ở Na Uy. Người Việt là nhóm di dân đông dân thứ 11 và đứng hàng thứ 5 trong nhóm dân tới từ ngoài Âu châu sau người Pakistan, Somali, Iraqi Và Philippines.
Người Việt là những người đầu tiên từ thế giới thứ Ba đã di dân tới Na Uy. 8 trong số mỗi 10 người đã ở tại Na Uy trên 10 năm, và 9 trong số mỗi 10 người có quốc tịch Na Uy.

### Định cư
Khoảng 5,000 người gốc Việt sống ở Oslo, nơi mà họ là nhóm di dân nhiều thứ 8. Cũng có đông người Việt sống ở Bergen, Kristiansand, và Trondheim. Họ là nhóm di dân lớn nhất tại Kristiansand, và lớn thứ hai tại Bergen và Trondheim.
|                                                                 |
| Số dân di cư gốc Việt tại một số thành phố (1 tháng giêng 2008) |

## Văn hóa

### Giáo dục
Nền văn hóa Việt Nam đặt nặng vào học vấn. Mặc dầu những người già (thế hệ di dân thứ nhất) tuổi khoảng 30 đến 40 không có trình độ học vấn cao, thế hệ thứ hai và những người trẻ thuộc thế hệ thứ nhất tuổi từ 19 cho tới 24, nói chung là có một trình độ học vấn cao hơn. Một nghiên cứu vào năm 2006 tường thuật là 88 % người Việt tốt nghiệp trung học, cùng với con số của người bản xứ. Một nghiên cứu khác vào cùng năm đó cũng cho thấy người Việt có điểm cao nhất tại trung học trong số 10 nhóm di dân đông dân nhất ở Na Uy mà không phải từ Tây phương, trung bình đạt điểm ngang hàng với người Na Uy.

Về điểm tốt nghiệp cử nhân tại đại học thì người Việt đạt được điểm cao thứ tư sau người Ấn Độ, Trung Hoa và người Na Uy, về điểm tốt nghiệp thạc sĩ thì họ đứng hạng thứ ba. Người Việt đặc biệt có nhiều đại diện trong nền giáo dục cao cấp, bởi vì theo xác suất thì họ có cơ hội tốt nghiệp cao học 10 % lớn hơn là người Na Uy.

### Chính trị
Người Việt không tham dự tích cực vào những hoạt động chính trị tại Na Uy. Tính đến tháng 12 năm 2006 chỉ có một người Việt thuộc về một hội đồng xã ở nước này
. Tại các cuộc bầu cử xã và huyện (kommune- og fylkestingsvalg) vào năm 2003, chỉ có 30% người Na Uy gốc Việt đi bầu. Những người Việt lớn tuổi (từ 40 cho tới 59 tuổi) đi bầu khá đông, khoảng 51% - so với các nhóm di dân không từ Tây phương cùng lứa tuổi (44%) - chính thế hệ người Việt trẻ tuổi đã làm giảm đi số phần trăm người Việt đi bầu. Vào năm 2003, chỉ có 17% người Na Uy gốc Việt tuổi từ 18 tới 25, và 22% giữa tuổi từ 26 tới 39, đã đi bầu.

### Gắn bó với quê hương
Cộng đồng khoảng 2 vạn người Việt ở đây được đánh giá cao vì đức tính cần cù, chăm chỉ, học giỏi và đa số phụ nữ Việt đều có cửa hàng kinh doanh. Bà con người Việt ở Na Uy hàng năm đều có các hoạt động quyên góp ủng hộ đồng bào khó khăn trong nước. Tháng 5.2011, cộng đồng người Việt đã thành lập Hội Người Việt quê hương nhằm đoàn kết những người yêu quê hương đất nước hướng về Tổ quốc.
Người Việt là một trong những nhóm di dân tại Na Uy mà thường hay gửi tiền cho thân nhân ở tại quê nhà. Trên 60% những người mà tới Na Uy lúc trưởng thành hay gởi tiền về nhà cho gia đình. Con số những người Việt sinh tại Na Uy hay tới đây lúc còn nhỏ tuổi mà thường gửi tiền về Việt Nam đều đặn là trên 40%. Những người Việt tới Na Uy lúc họ vào lúc trưởng thành ở càng lâu thì lại càng gửi nhiều tiền.

### Những thử thách
Mặc dù được đa số công nhận họ là một trong những nhóm di dân không phải từ phương Tây dễ dàng hội nhập nhất, vẫn còn có vài thử thách cho cộng đồng người Việt tại Na Uy. Một cuộc nghiên cứu vào năm 2002 tường thuật, 3.2% người Na Uy gốc Việt bị phạm tội vì vi phạm luật pháp. Con số của người bản xứ Na Uy là 1.35%. Một nhà nhân văn xã hội học nghiên cứu về người Việt nhận ra là có một hiện tượng của người Việt, những người không thành công trong học vấn thường hay phạm tội. Khuynh hướng tương tự như vậy cũng xảy ra đối với người Việt ở Hoa Kỳ. Dường như những người trẻ không thành tài cần những quan hệ chặt chẽ với cha mẹ. Ngoài ra một số người Việt còn gặp khó khăn nói tiếng Na Uy cũng như vốn liếng từ ngữ Na Uy quá ít.

#### Các vấn đề tâm lý
Nhiều người Việt, nhất là trong số những thế hệ lớn tuổi có những chấn thương tinh thần trong và sau cuộc chiến tranh Việt Nam. Một cuộc nghiên cứu dựa trên 148 người tị nạn tới Na Uy cho tới khoảng 3 năm được lựa chọn một cách ngẫu nhiên, cho thấy nhiều người trong số này có những va chạm trực tiếp với cuộc chiến tranh. 62% là nhân chứng của những vụ thả bom, cháy nhà, và bắn nhau và 48% đã chứng kiến thấy người bị thương hay bị giết chết. Cứ bốn người là có một người bị rơi vào tình trạng đe dọa mạng sống hay bị thương trong chiến tranh. Một trong 10 người bị đưa vào trại học tập cải tạo. Những người này cho là nó rất giống trại tập trung, nơi mà họ không biết là bao giờ thì họ mới được thả ra, và đã là những nạn nhân của những phương pháp trừng phạt nặng nề.
Những chấn thương tinh thần này ảnh hưởng tới sức khỏe tâm lý của người tị nạn cả tới 7 năm sau cuộc chiến. Sau 3 năm ở Na Uy, vẫn không thấy có dấu hiệu thay đổi trong tâm lý của người tị nạn. Cứ bốn người là có một người có vấn đề tâm thần. Thường là bị trầm cảm và những lo lắng xuất phát từ những chấn thương tinh thần cũ.